# Caprasio di Lérins
Caprasio di Lérins, (in francese Caprais) (... – 430), è stato un monaco cristiano francese dell'Abbazia di Lérins; è venerato come santo dalla Chiesa cattolica.

## Biografia
Ritiratosi presso Lérins, in Provenza, a lui si unirono sant'Onorato e suo fratello Venanzio. I tre decisero di recarsi in Terra santa in pellegrinaggio, tuttavia la morte di Venanzio a Modone, in Messenia, fece ritornare prematuramente in Gallia Caprasio e Onorato, che ritornarono a fare gli eremiti, imitando i Padri del deserto, con molti altri seguaci della regola di San Pacomio. Da questa comunità nacque in seguito l'abbazia di Lerino.

## Culto
La festa del santo sul calendario cattolico ricorre il 1º giugno.
La fonte principale della biografia del santo si deve a una laudatio scritta da Ilario di Arles, che era stato monaco a Lérins prima di diventare vescovo di Arles. I resti del santo si trovano oggi presso l'abbazia di San Caprasio ad Aulla, Toscana.